# نقاب زرین
نقاب زرین (روسی: Золотая Маска) یک جشنواره و جایزهٔ ویژهٔ تئاتر و هنرهای نمایشی در کشور روسیه است که توسط «اتحادیه تئاتر روسیه» در سال ۱۹۹۴ میلادی، پایه‌گذاری شد.
این جایزه به تمامی سبک‌ها و زیرمجموعه‌های هنرهای نمایشی همچون درام، اپرا، باله، اپرت، تئاتر موزیکال و عروسک‌گردانی اهدا می‌شود و همه ساله در فصل بهار در شهر مسکو برگزار می‌شود.
رئیس فعلی این رویداد هنری، گئورگی تاراتورکین است.